# No Calor do Buraco
No Calor do Buraco é um filme brasileiro de sexo explícito realizado na Boca do Lixo de São Paulo em 1986 e dirigido por Sady Baby e Renalto Alves.

## Sinopse
Após ter sua namorada estuprada capataz tenta emprego numa fazenda nas proximidades, mas é traido pelos seus próprios colegas. Depois de conseguir escapar de uma emboscada ele se vinga de um por um.

## Elenco
- Sady Baby
- Renalto Alves
- Luana Scarlet	... namorada
- X-Tayla
- Bim Bim ... fazendeiro
- Franklin Neto
- Feijoada